# Поток событий
Поток событий — последовательность событий, которые наступают в случайные моменты времени.

## Виды
Простейший (стационарный пуассоновский) поток — поток событий, обладающий свойствами стационарности, ординарности и отсутствия последствия.
Интенсивность потока ({\displaystyle \lambda }) — среднее число событий, которые появляются в единицу времени.
Если постоянная интенсивность потока известна, то вероятность появления k событий простейшего потока за время длительностью t определяется формулой Пуассона: 
{\displaystyle P_{t}(k)={\frac {(\lambda t)^{k}e^{-\lambda t}}{k!}}}

## Свойства простейшего потока
- Свойство стационарности: вероятность появления k событий на любом промежутке времени зависит только от числа k и от длительности t промежутка и не зависит от начала его отсчёта.
- Свойство ординарности: вероятностью наступления за элементарный промежуток времени более одного события можно пренебречь по сравнению с вероятностью наступления за этот промежуток не более одного события (то есть вероятность одновременного появления двух и более событий равна нулю)
- Свойство отсутствия последействия: вероятность появления k событий на любом промежутке времени не зависит от того, появлялись или не появлялись события в моменты времени, предшествующие началу рассматриваемого промежутка.